# Aeropuerto de Jackson Hole
El Aeropuerto de Jackson Hole (en inglés, Jackson Hole Airport) (IATA: JAC, OACI: KJAC, FAA LID: JAC), es un aeropuerto público situado a 11 kilómetros al norte del distrito financiero de Jackson, una localidad del Condado de Teton, Wyoming, en los Estados Unidos de América.

## Aerolíneas y destinos
| Aerolíneas        | Destinos |
| ----------------- | --- |
| Alaska Airlines   | Estacional: San Diego, San Francisco, Seattle/Tacoma                                                                                                   |
| American Airlines | Dallas/Fort Worth Estacional: Charlotte, Chicago-O'Hare                                                                                                |
| American Eagle    | Estacional: Los Ángeles |
| Delta Air Lines   | Salt Lake City Estacional: Atlanta, Mineápolis/St. Paul                                                                                                |
| Delta Connection  | Salt Lake City |
| United Airlines   | Denver Estacional: Chicago-O'Hare, Houston-Intercontinental, Los Ángeles, Newark, San Francisco, Washington–Dulles (inicia el 20 de diciembre de 2025) |
| United Express    | Denver Estacional: Los Ángeles |